# بلير فولر
بلير فولر (بالإنجليزية: Blair Fowler)‏ هي يوتيوبية أمريكية، ولدت في 1 أبريل 1993 في أوغستا في الولايات المتحدة.